# Antônio Salvador Sucar
Antônio Salvador Sucar, noto semplicemente come Sucar (Lules, 14 giugno 1939 – San Paolo, 31 dicembre 2018), è stato un cestista brasiliano.

## Carriera
Con il Brasile ha disputato tre edizioni dei Giochi olimpici (Roma 1960, Tokyo 1964, Città del Messico 1968) e due dei Campionati mondiali (1963, 1967).